# 三田信一
三田 信一（みた しんいち、1940年 - 2000年2月25日）は、日本の木管楽器奏者、作曲家。

## 来歴
1940年、沖縄県越来村(現沖縄市)で、大阪出身の父と沖縄出身の母の間に生まれる。
沖縄県立コザ高等学校卒業後、フルートや尺八の奏者として嘉手苅林昌、玉城安定らのコンサートやレコーディングに木管楽器奏者として参加。手先が器用で、マッチ棒を数千本を組み合わせて尺八を手作りした逸話がある。
作曲家としてフォーシスターズが歌い、沖縄県だけで10万枚を売上げる大ヒットとなった「ちんぬくじゅうしい」のほか、「ウーマクカマデー」（以上、朝比呂志作詞）「たうちー一代（作詞：上原直彦）」「軽便鉄道節（作詞：徳田安周）」などの曲を書き上げる。
2000年2月25日、逝去。享年59。